# Bourse
Bourse – stacja linii nr 3 metra  w Paryżu. Stacja znajduje się w 2. dzielnicy Paryża.  Została otwarta 19 października 1904.